# مستشار مسؤول عن الاستثمارات
المستشار المسؤول عن الاستثمارات أو مستشار الاستثمارات هو منصب فئة من المبعوثين الدبلوماسيين تحت مفوض التجارة.
يتم إنشاء مثل هذا المنصب من قبل سفارة للقيام بمشروع دبلوماسي خاص في الخارج نيابة عن رئيس البعثة أو الحكومة. في أغلب الأحيان، يهدف المشروع إلى البحث عن فرص الاستثمار المناسبة أو شراء الاستثمار في الخارج.
على الرغم من أن المستشار معتمد لدى السفارة في بلد ما، مع ذلك قد يقضي وقتًا طويلاً في الخارج أو حتى يكون مقيماً بشكل دائم في ولاية قضائية أخرى.